# Fai rumore
A Fai rumore (magyarul: Zajt kelteni) Diodato olasz énekes dala, mellyel Olaszországot képviselte volna a 2020-as Eurovíziós Dalfesztiválon Rotterdamban. A dal a Sanremói Dalfesztivál megnyerésével nyerte el az indulás jogát.

## Eurovíziós Dalfesztivál
2020. január 11-én vált hivatalossá, hogy az alábbi dal is részt vesz az olasz közszolgálati műsorsugárzó, a Radiotelevisione Italiana (RAI) által szervezett Sanremói Dalfesztiválon. A dalt a február 4-én rendezett első estén mutatták be. Február 8-án, az olasz dalfesztivál döntőjében Diodato tizedikként állt színpadra a huszonhárom fős versenyben. Végül 39,3%-kal sikerült megszereznie a győzelmet, így ő képviselhette volna Olaszországot a 2020-as Eurovíziós Dalfesztiválon.
Az Eurovíziós Dalfesztiválon a dalt először a május 11-i első elődöntő főpróbáján adták volna elő és emellett automatikus döntősként a május 16-i döntőben versenyzett volna, azonban március 18-án az Európai Műsorsugárzók Uniója bejelentette, hogy 2020-ban nem tudják megrendezni a versenyt a COVID–19-koronavírus-világjárvány miatt.